# Anna (The Courteeners)
Anna è il terzo album discografico in studio del gruppo musicale indie rock britannico The Courteeners, pubblicato nel 2013.

## Tracce
1. Are You In Love With A Notion – 4:15
2. Lose Control – 3:48
3. Van Der Graaff – 3:41
4. Push Yourself – 3:25
5. When You Want Something You Can't Have – 4:06
6. Welcome To The Rave – 4:07
7. Save Rosemary in Time – 3:27
8. Sharks Are Circling – 4:17
9. Marquee – 3:59
10. Money – 3:23
11. Here Come The Young Men – 3:40

## Formazione
- Liam Fray – voce, chitarre
- Daniel Moores – chitarre
- Mark Cuppello – basso
- Michael Campbell – batteria